# Acoustic (Joey Cape & Tony Sly)
Acoustic is een akoestisch studioalbum van de Amerikaanse punkzangers Joey Cape en Tony Sly. Het is op 18 mei 2004 uitgegeven door Fat Wreck Chords. Het vervolg op dit album is getiteld Acoustic: Volume Two en werd uitgegeven op 19 juli 2012.

## Nummers
1. "International You Day" - 3:35
2. "Not Your Savior" - 3:41
3. "Exit" - 2:21
4. "Stunt Double" - 2:25
5. "Justified Black Eye" - 2:42
6. "On the Outside" - 3:05
7. "Move the Car" - 4:01
8. "Violins" - 4:31
9. "Tragic Vision" - 2:33
10. "Twenty-Seven" - 3:18
11. "Wind in Your Sails" - 3:46
12. "Violet" - 2:57